# Duncan Ferguson
Duncan Cowan Ferguson, född 27 december 1971, är en skotsk fotbollstränare, tillika före detta -spelare. Han var under en match i januari 2022 interimtränare för Everton FC, den klubb han representerat mest som spelare. Han var klubbens lagkapten mellan 2002 och 2004, och hålls högt av Evertonsupportrarna.
Duncan Ferguson hade rykte om sig att vara en väldigt hårdför spelare.